# Alexander Heinrich Eggers
Alexander Heinrich Eggers (* 3. April 1864 in Tallinn; † 13. Juni 1937 in Berlin-Karlshorst) war ein deutscher Pädagoge und Publizist.

## Leben
Er besuchte von 1876 bis 1880 Lajussche Vorbereitungsschule und von 1880 bis 1885 Gouvernementsgymnasium zu Reval. Er studierte ab 1885 an der Kaiserlichen Universität Dorpat. Er war von 1896 bis 1906 Oberlehrer an der Reformierten Schule, seit 1895 auch an der Annenschule (St. Petersburg). Von 1919 bis 1928 war er Direktor des Privatlyzeums in Greifswald.

## Schriften (Auswahl)
- Baltische Briefe aus zwei Jahrhunderten. Berlin 1918, OCLC 250236648.
- Baltische Lebenserinnerungen. Heilbronn 1926, OCLC 230731025.